# 마르사

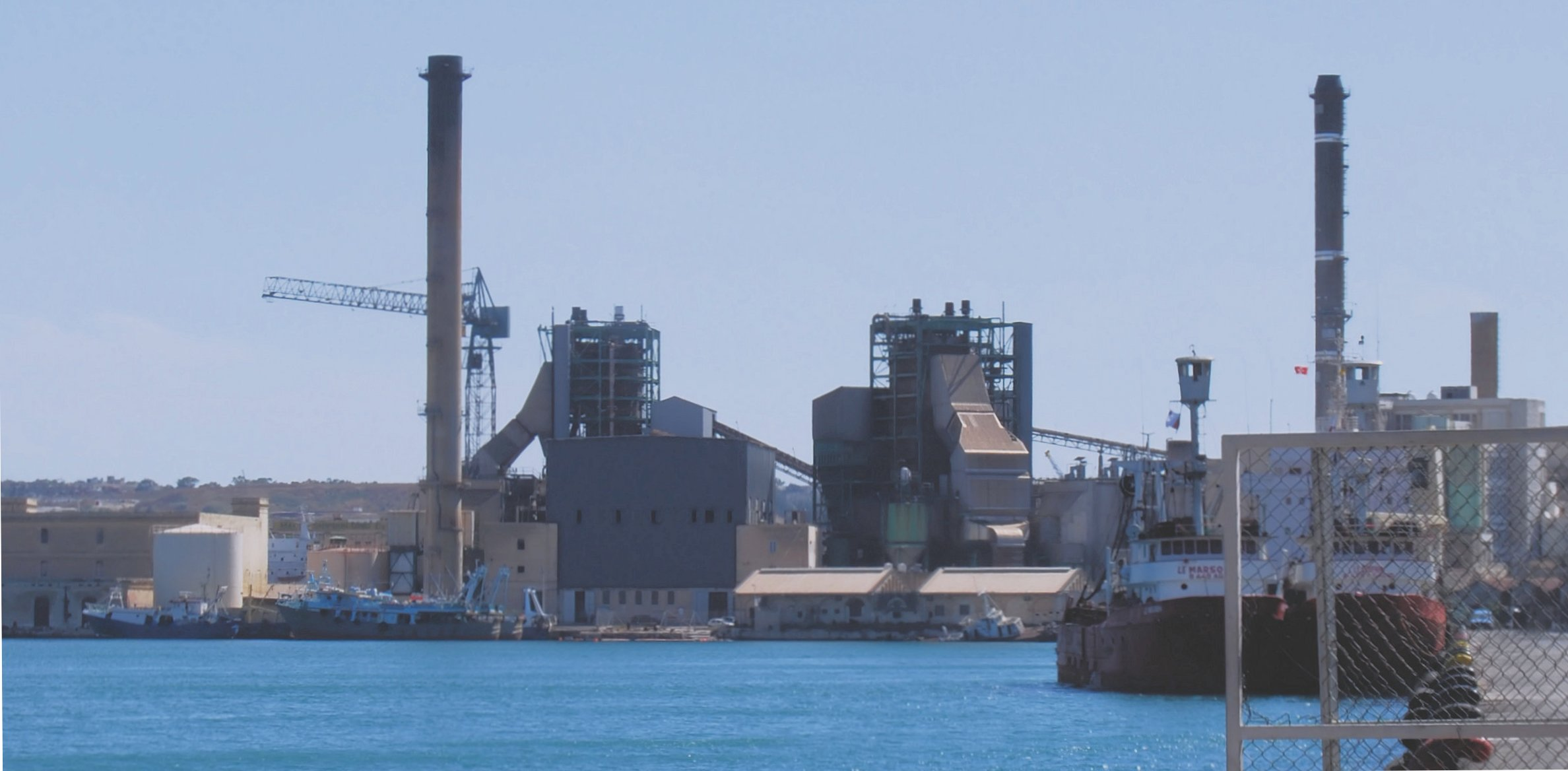
마르사 발전소

마르사의 위치

마르사(몰타어: Marsa)는 몰타 남동부에 위치한 도시로 면적은 2.8km2, 인구는 5,344명(2005년 11월 기준), 인구 밀도는 1,900명/km2이다. 도시 이름은 아랍어로 "항만"을 뜻한다.

시기
시 문장